# Jean-Joseph-François Tassaert
Pour les articles homonymes, voir Tassaert.
Jean-Joseph-François Tassaert est un peintre et graveur français né en 1765 à Paris et mort dans la même ville le 3 août 1838.
Il est le fils et l'élève de Jean-Pierre-Antoine Tassaert, le frère de la peintre Henriette-Félicité Tassaert et le père du graveur Octave Tassaert.

## Œuvres

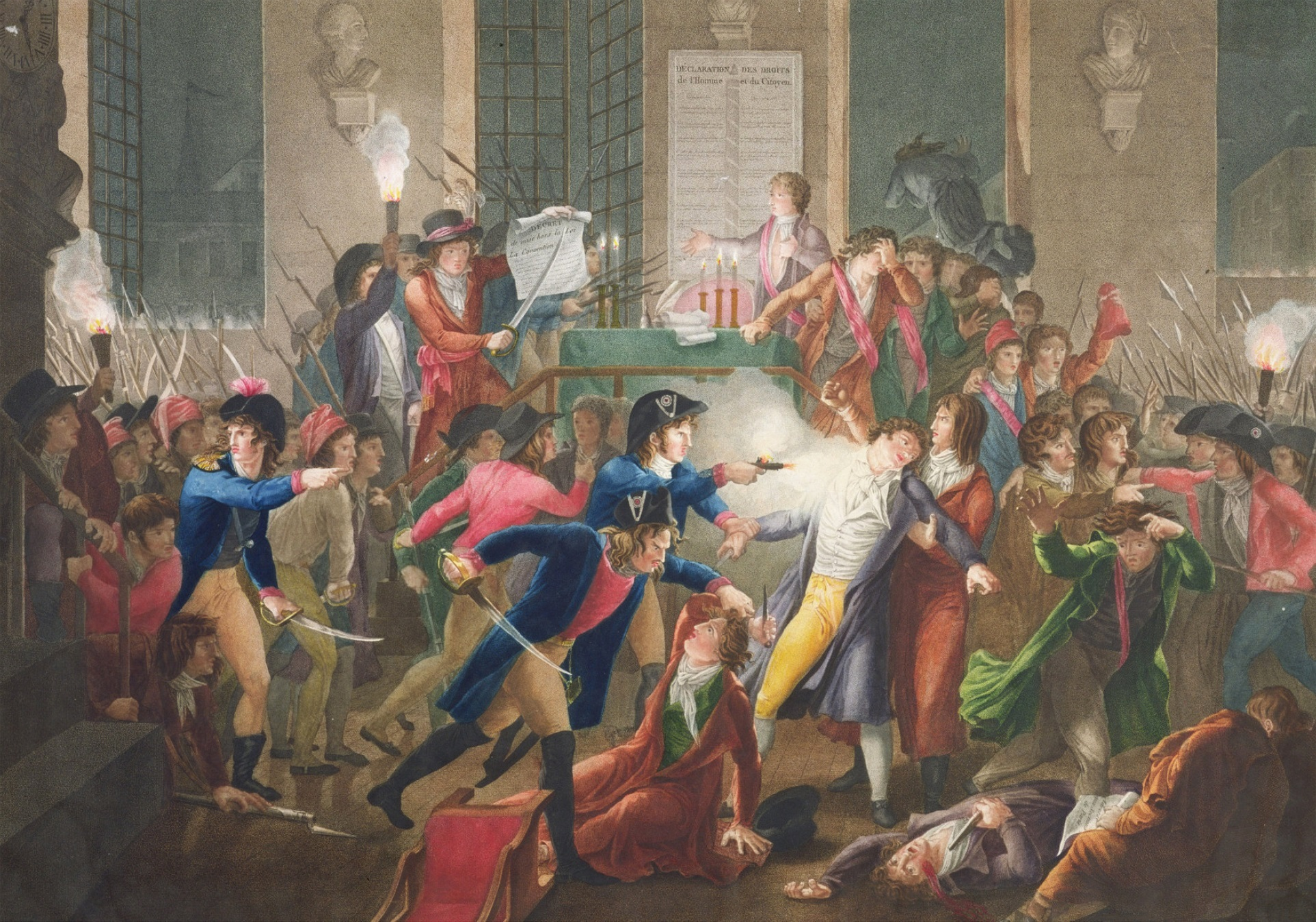
La Nuit du 9 au 10 thermidor An II : Arrestation de Robespierre (vers 1896), d'après Fulchran-Jean Harriet, gravure en couleurs, Paris, musée Carnavalet.

- La Nuit du 9 au 10 thermidor An II, Arrestation de Robespierre, estampe en couleurs de Jean-Joseph-François Tassaert d'après Fulchran-Jean Harriet, éditée à Paris entre 1798 et 1805 par Jacques-Louis Bance, on voit dans cette scène le gendarme Charles-André Merda tirer le coup de feu qui cassa la mâchoire de l’Incorruptible, Paris, musée Carnavalet[2],[3]
- Le 31 may 1793, gravure de Jean-Joseph-François Tassaert d'après Fulchran-Jean Harriet, éditée à Paris par Jacques-Louis Bance vers 1800-1805[4]